# Rio Dogăria
O Rio Dogăria é um rio da Romênia, afluente do Prahova, localizado no distrito de Prahova.